# Liste des lacs de l'Allemagne
 (mai 2019).
Si vous disposez d'ouvrages ou d'articles de référence ou si vous connaissez des sites web de qualité traitant du thème abordé ici, merci de compléter l'article en donnant les références utiles à sa vérifiabilité et en les liant à la section « Notes et références ».

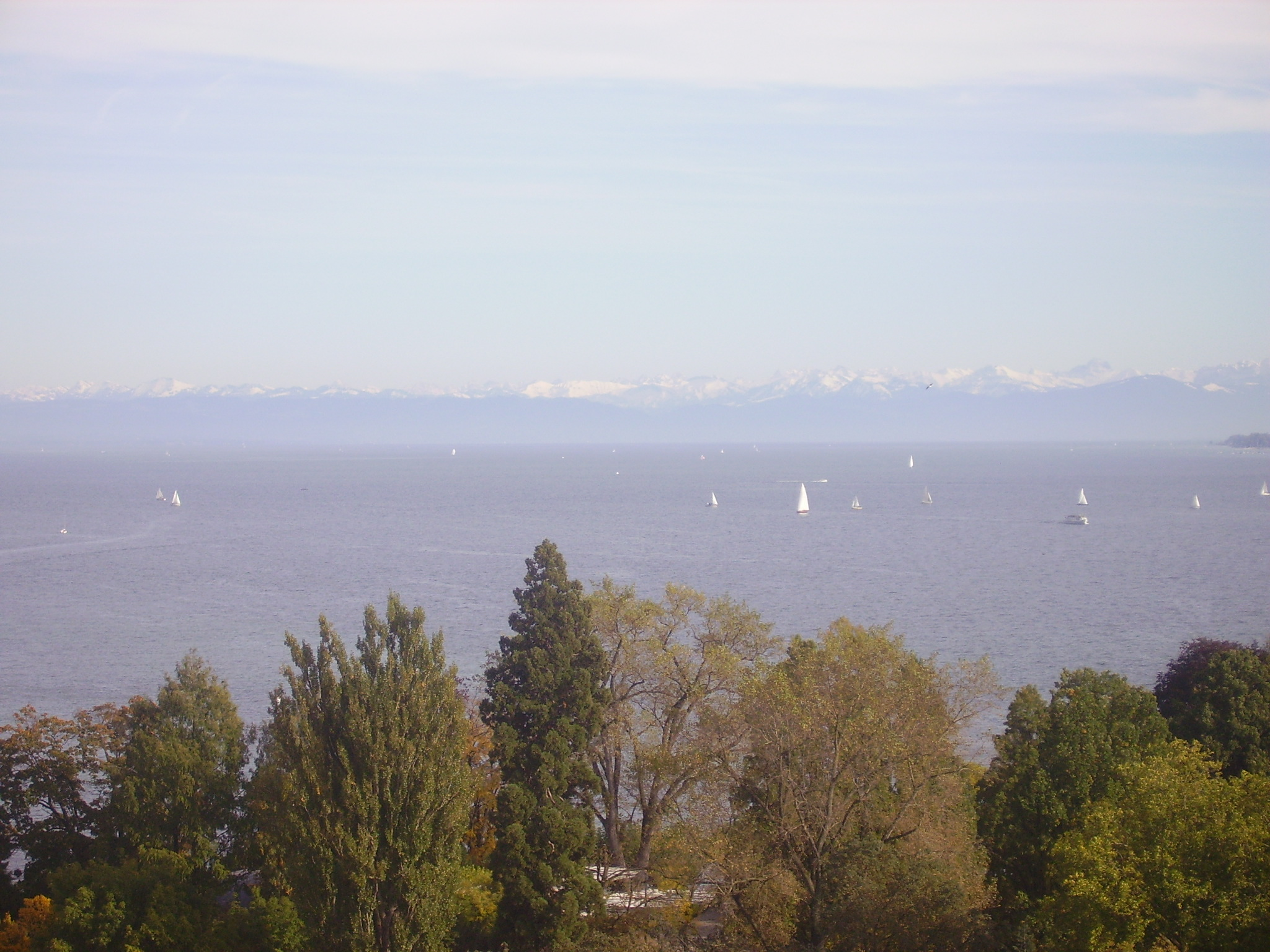
Le lac de Constance, vu depuis la cathédrale Notre-Dame de Constance est le lac le plus étendu et le plus profond d'Allemagne.

La liste des lacs de l'Allemagne présente une vue d'ensemble des lacs et des lacs de barrage en Allemagne. Outre la liste alphabétique, les dix plus grands lacs, les quinze lacs les plus volumineux et les dix lacs les plus profonds sont listés par chapitre. Le plus grand et le plus profond lac d'Allemagne est le lac de Constance, même si une partie de sa superficie est située en Autriche et en Suisse. Le plus grand lac intégralement en Allemagne est le lac Müritz, sur le plateau des lacs mecklembourgeois.

## Liste alphabétique
La liste alphabétique des lacs et lacs de barrage d'Allemagne est partagée en sous-pages en raison du grand nombre de plans d'eau. Par souci pratique, la liste est alphabétisée avec les noms allemands (par exemple, le Lac de Constance est classé à la lettre B pour Bodensee) car la plupart des noms des lacs allemands n'ont pas de traduction française.

## Liste des lacs par superficie
Liste des dix lacs allemands les plus étendus en ordre décroissant (sans compter les lacs de barrage). La liste présente les noms français.
| Rang | Nom allemand      | Land (avec états riverains)                   | Superficie | Profondeur maximale | Volume       | Plan |
| ---- | ----------------- | --------------------------------------------- | ---------- | ------------------- | ------------ | ---- |
| 1.   | Lac de Constance  | Bade-Wurtemberg / Bavière (Suisse / Autriche) | 536 km2    | 254 m               | 48 km3       |      |
| 2.   | Lac Müritz        | Mecklembourg-Poméranie-Occidentale            | 112,6 km2  | 031 m               | 0,737 km3    |      |
| 3.   | Lac de Chiem      | Bavière                                       | 079,9 km2  | 073,4 m             | 2,047 84 km3 |      |
| 4.   | Lac de Schwerin   | Mecklembourg-Poméranie-Occidentale            | 061,54 km2 | 052,4 m             | 0,787 km3    |      |
| 5.   | Lac de Starnberg  | Bavière                                       | 056,36 km2 | 127,8 m             | 2,998 92 km3 |      |
| 6.   | Lac Ammer         | Bavière                                       | 046,6 km2  | 081,1 m             | 1,750 01 km3 |      |
| 7.   | Lac de Plau       | Mecklembourg-Poméranie-Occidentale            | 038,4 km2  | 025,5 m             | 0,300 km3    |      |
| 8.   | Lac de Kummerow   | Mecklembourg-Poméranie-Occidentale            | 032,55 km2 | 023,3 m             | 0,262 96 km3 |      |
| 9.   | Lac de Steinhude  | Basse-Saxe                                    | 029,1 km2  | 02,9 m              | 0,042 km3    |      |
| 10.  | Grand lac de Plön | Schleswig-Holstein                            | 028,4 km2  | 056,2 m             | 0,384 6 km3  |      |

## Liste par volume décroissant
Liste des quinze lacs allemands les plus volumineux en ordre décroissant (sans compter les lacs de barrage). La liste présente les noms français.
| Rang | Lac               | Land (avec états riverains)                           | Volume | Profondeur maximale | Superficie | Plan |
| ---- | ----------------- | ----------------------------------------------------- | ------ | ------------------- | ---------- | ---- |
| 01.  | Lac de Constance  | Bade-Wurtemberg / Bavière (Suisse / Autriche)         | 48,00  | 254,0               | 536,0      |      |
| 02.  | Lac de Starnberg  | Bavière                                               | 03,00  | 127,7               | 056,0      |      |
| 03.  | Lac de Chiem      | Bavière                                               | 02,05  | 072,7               | 080,0      |      |
| 04.  | Lac Ammer         | Bavière                                               | 01,75  | 081,1               | 046,6      |      |
| 05.  | Lac Walchen       | Bavière                                               | 01,30  | 192,0               | 016,3      |      |
| 06.  | Lac de Schwerin   | Mecklembourg-Poméranie-Occidentale                    | 00,79  | 052,4               | 061,5      |      |
| 07.  | Lac Müritz        | Mecklembourg-Poméranie-Occidentale                    | 00,74  | 031,0               | 117,0      |      |
| 08.  | Lac Royal         | Bavière                                               | 00,51  | 192,0               | 05,2       |      |
| 09.  | Lac de Geiseltal  | Saxe-Anhalt                                           | 00,42  | 078,0               | 018,4      |      |
| 10.  | Lac Schaal        | Schleswig-Holstein Mecklembourg-Poméranie-Occidentale | 00,39  | 071,5               | 023,5      |      |
| 11.  | Grand lac de Plön | Schleswig-Holstein                                    | 00,38  | 060,5               | 028,4      |      |
| 12.  | Lac Tegern        | Bavière                                               | 00,32  | 072,6               | 08,9       |      |
| 13.  | Lac de Tollense   | Mecklembourg-Poméranie-Occidentale                    | 00,31  | 031,2               | 019,9      |      |
| 14.  | Lac de Plau       | Mecklembourg-Poméranie-Occidentale                    | 00,30  | 025,5               | 038,4      |      |
| 15.  | Lac de Kummerow   | Mecklembourg-Poméranie-Occidentale                    | 00,26  | 023,3               | 032,5      |      |

## Liste décroissante par profondeur
Liste des dix lacs allemands les plus profonds en ordre décroissant (sans compter les lacs de barrage). La liste présente les noms français.
| Rang | Lac                    | Land (avec états riverains)                   | Profondeur maximale | Superficie  | Volume       | Plan |
| ---- | ---------------------- | --------------------------------------------- | ------------------- | ----------- | ------------ | ---- |
| 1.   | Lac de Constance       | Bade-Wurtemberg / Bavière (Suisse / Autriche) | 254 m               | 536 km2     | 48 km3       |      |
| 2.   | Lac Walchen            | Bavière                                       | 192 m               | 016,267 km2 | 1,299 7 km3  |      |
| 3.   | Lac Royal              | Bavière                                       | 192 m               | 05,218 km2  | 0,511 79 km3 |      |
| 4.   | Lac de Starnberg       | Bavière                                       | 127,7 m             | 056 km2     | 2,998 92 km3 |      |
| 5.   | Lac Ammer              | Bavière                                       | 081,1 m             | 046,6 km2   | 1,750 01 km3 |      |
| 6.   | Lac de Geiseltal       | Saxe-Anhalt                                   | 078,0 m             | 018,4 km2   | 0,423 km3    |      |
| 7.   | Carrière de Wildschütz | Saxe                                          | 074,0 m             | 00,8 km2    | ??? km3      |      |
| 8.   | Lac de Chiem           | Bavière                                       | 072,7 m             | 080 km2     | 2,047 84 km3 |      |
| 9.   | Lac Tegern             | Bavière                                       | 072,6 m             | 08,934 km2  | 0,323 09 km3 |      |
| 10.  | Pulvermaar             | Rhénanie-Palatinat                            | 072 m               | 00,385 km2  | ??? km3      |      |